# 緣起於你的天空
《緣起於你的天空》（日语： Hajimari wa Kimi no Sora）是Liella!的第一首單曲，2021年4月7日由Lantis發行。另外此單曲共分成兩種版本，分別為「一起實現的故事」和「由我實現的故事」。 

## 概要
本單曲是Love Live系列《Love Live! Superstar!!》所推出的組合 Liella! 的出道單曲。
PV舞台位於澀谷Scramble Square頂樓的「SHIBUYA SKY -SKY STAGE」。

## 榜单成绩
2021年4月6日，本单曲以1.3万张的销售量登上Oricon公信榜日排名第2位，之后连续6天登上Oricon公信榜周排名第3位。2021年4月19日，本单曲以2.5万张的销售量登上Oricon公信榜周排名第2位。此外，在动漫每周单曲排行榜中，登上了Oricon公信榜周排名第1位。

## 收錄曲目
括號內的中文翻譯純僅供參考用，並非官方正式翻譯。
一起實現的故事光碟
CD
1. （緣起於你的天空）
  - 作詞：畑亞貴；作曲、編曲：兼松眾

2. Dancing Heart La-Pa-Pa-Pa! 
  - 作詞：畑亞貴；作曲、編曲：高木龍一；弦編曲：椿山日南子

3. Dreaming Energy
  - 作詞：畑亞貴；作曲：；編曲：Peach

4. Dancing Heart La-Pa-Pa-Pa! (Off Vocal)
5. Dreaming Energy (Off Vocal)
6. 

DVD
1. 

由我實現的故事光碟
CD
1. （緣起於你的天空）
  - 作詞：畑亞貴；作曲、編曲：兼松眾

2. Dancing Heart La-Pa-Pa-Pa! 
  - 作詞：畑亞貴；作曲、編曲：高木龍一；弦編曲：椿山日南子

3. （我的Symphony）
  - 作詞：宮嶋淳子；作曲：高木誠司、高慶"CO-K"卓史；編曲：Peach高慶"CO-K"卓史；弦編曲：兼松眾

4. Dancing Heart La-Pa-Pa-Pa! (Off Vocal)
5. 

DVD
1. 